# キュラソー島の港町ウィレムスタット市内の歴史地区
キュラソー島の港町ウィレムスタット市内の歴史地区（キュラソーとうのみなとまちウィレムスタットしないのれきしちく）は、カリブ海南部に位置するオランダ王国の構成国キュラソーにあるUNESCOの世界遺産リスト登録物件である。名称のとおり、首都ウィレムスタットの中心市街が対象となっている。アムステルダムの運河沿いを髣髴とさせるような特徴的な破風の建物が美しいパステルカラーに彩られた町並みは、オランダ海上帝国の植民都市として建設され、熱帯地方の気候に順応しつつ発展したかつての都市計画を伝えるものである。1997年に登録された当初は、「オランダ領アンティルの港町ウィレムスタットの歴史地区」だったが、オランダ領アンティルの解体とキュラソーの単独自治国化を踏まえ、2011年に現在の名称に変更された。

## 歴史

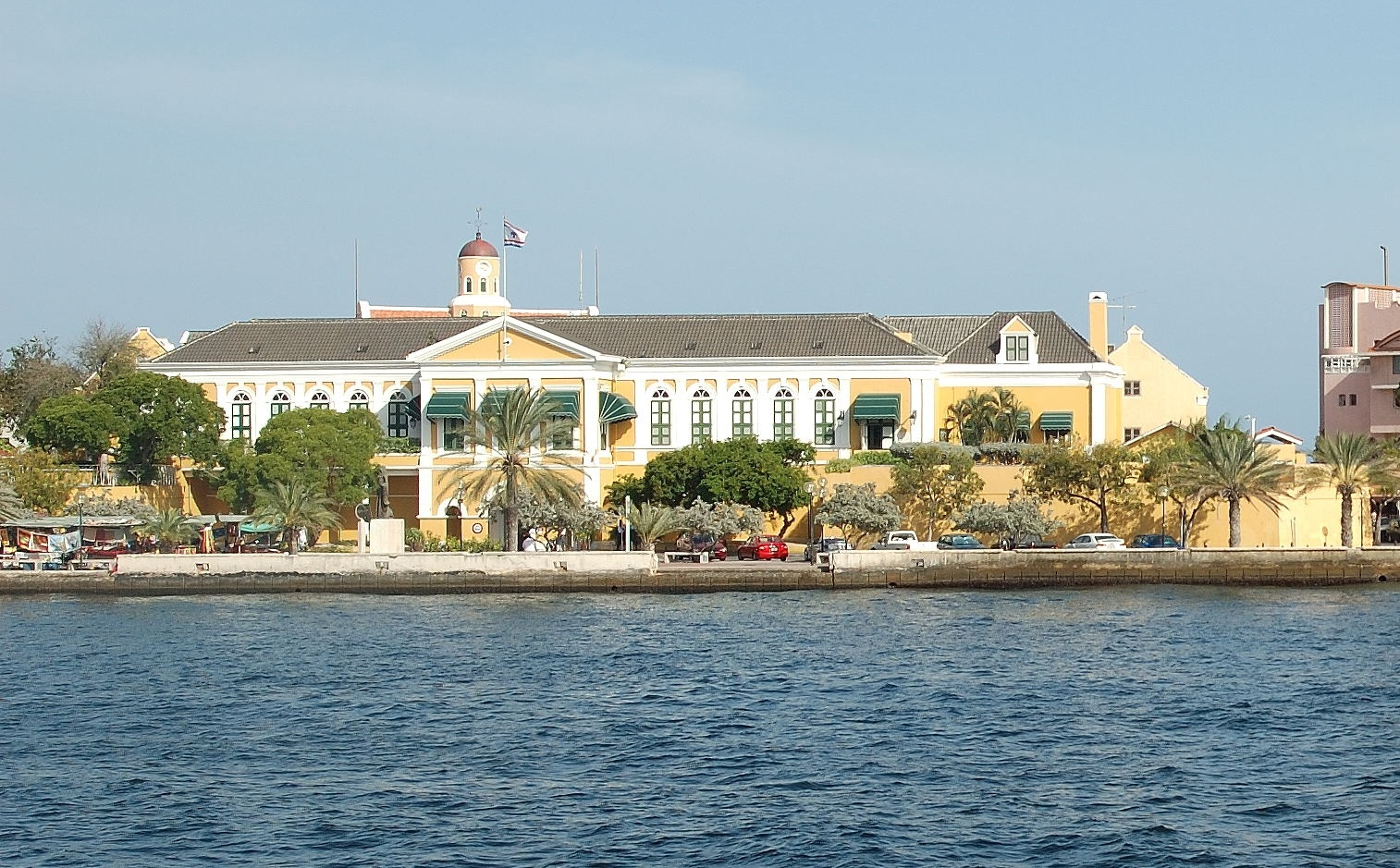
アムステルダム要塞

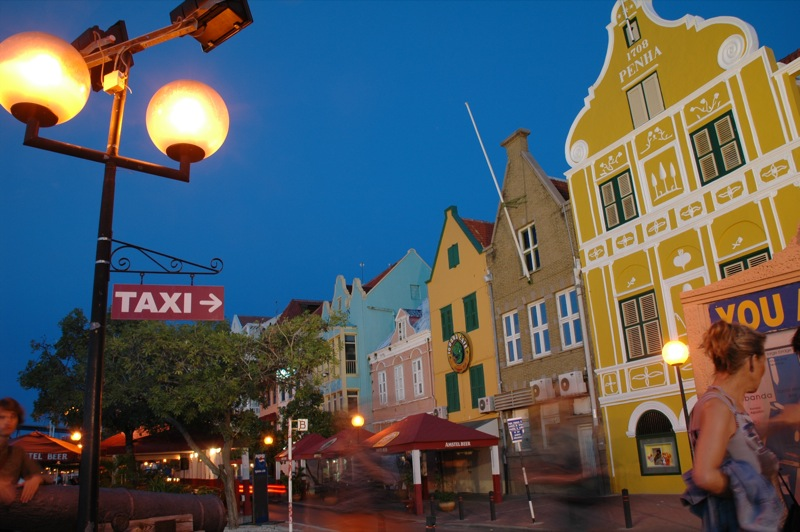
夕暮れのウィレムスタット市街

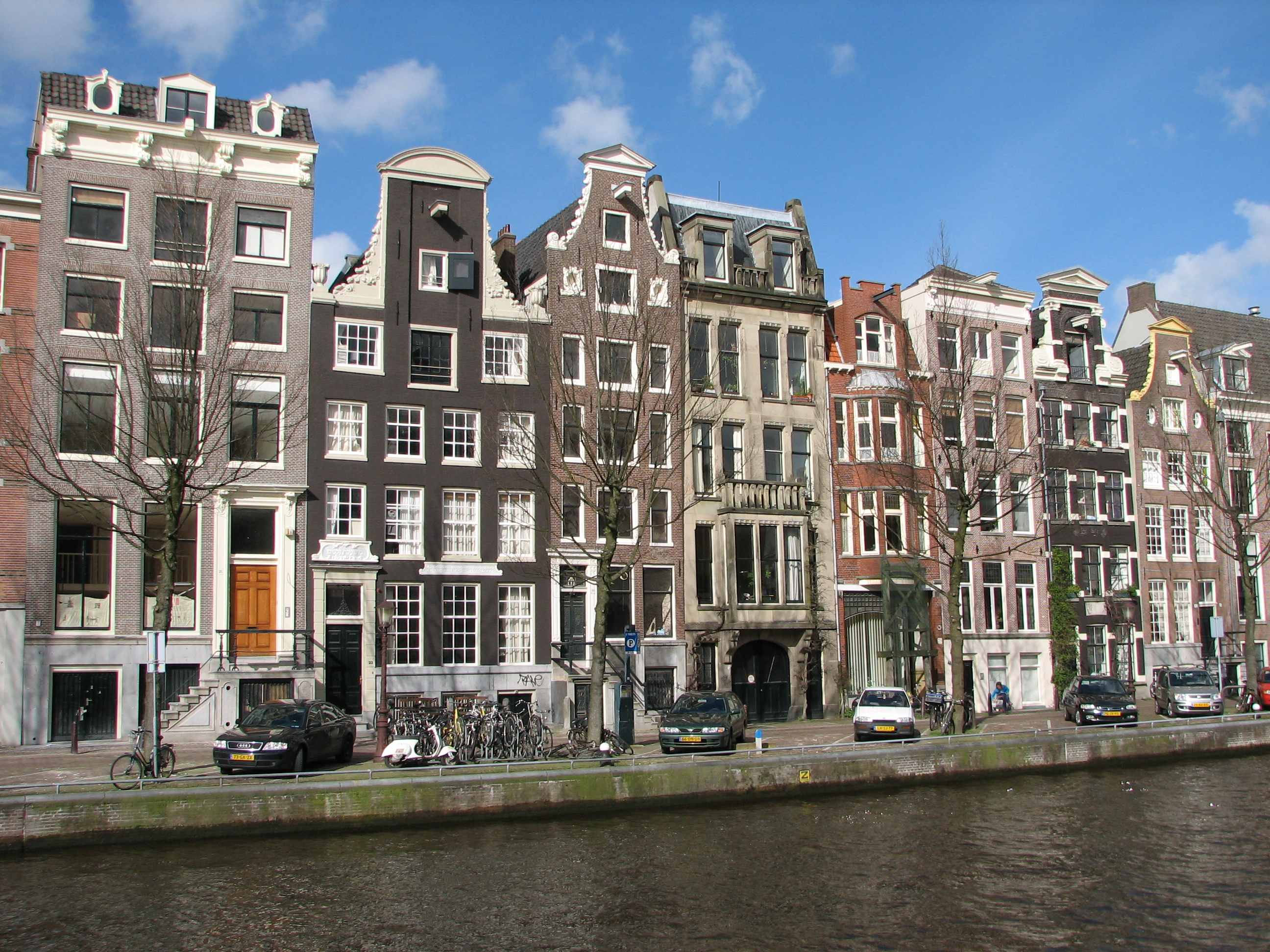
参考・オランダのアムステルダムの町並み

ウィレムスタットも参照。以下の太字は、世界遺産構成地区や建造物を指す。
キュラソー島（クラサオ島）は1499年にアメリゴ・ヴェスプッチらによって発見され、以降スペイン領となっていたが、1634年にオランダ西インド会社の主導でオランダが奪取した。スペインは1642年まで断続的に奪回しようとしたが失敗した。オランダとスペインがキュラソー島をめぐって争ったのは、近海がアメリカ大陸の銀をスペイン本国に輸送するルートのひとつになっていた戦略的価値によるもので、オランダは奪取後すぐにスペイン船襲撃の拠点として、アムステルダム要塞を築いた。
このアムステルダム要塞の周辺に発達したのがプンダ地区 (Punda) であり、要塞周辺の市壁に囲まれた格子状の街路を持つ地区として建設された。こうした要塞に隣接する市壁に囲まれた都市という構造は、アンボイナ（インドネシア）、スラバヤ（同）、レシフェ（ブラジル）などにも建設されており、オランダの植民都市の典型とされている。
要塞は1648年にオランダ・スペイン間の講和条約が成立すると当初の意義を失い、大西洋三角貿易の中継地点へと中心的な機能を変化させた。すなわち、オランダ、西アフリカ、ベネズエラの交易において、西アフリカからの黒人奴隷をベネズエラのカカオ・プランテーションに供給する中継地点を形成するとともに、ベネズエラからヨーロッパへのカカオの出荷の集散地として機能したのである。こうした機能のための商港の建設は1670年代のことであり、直接支配したオランダ西インド会社による自由貿易港の宣言は1675年のことであった。
1680年代以降にはプンダ地区がウィレムスタットと呼ばれるようになったが、次の市街の拡大は西側のセント・アナ・バーイ（セント・アナ湾）対岸で行われた。それがオットロバンダ地区 (Otrobanda) である。オットロバンダは18世紀初頭のリフ要塞の建設に始まるが、周辺の住宅地は当初、富裕層や上級官吏が居住したプンダ地区と違い、労働者階級が中心となった。のちには解放奴隷たちも多く住むことになる。

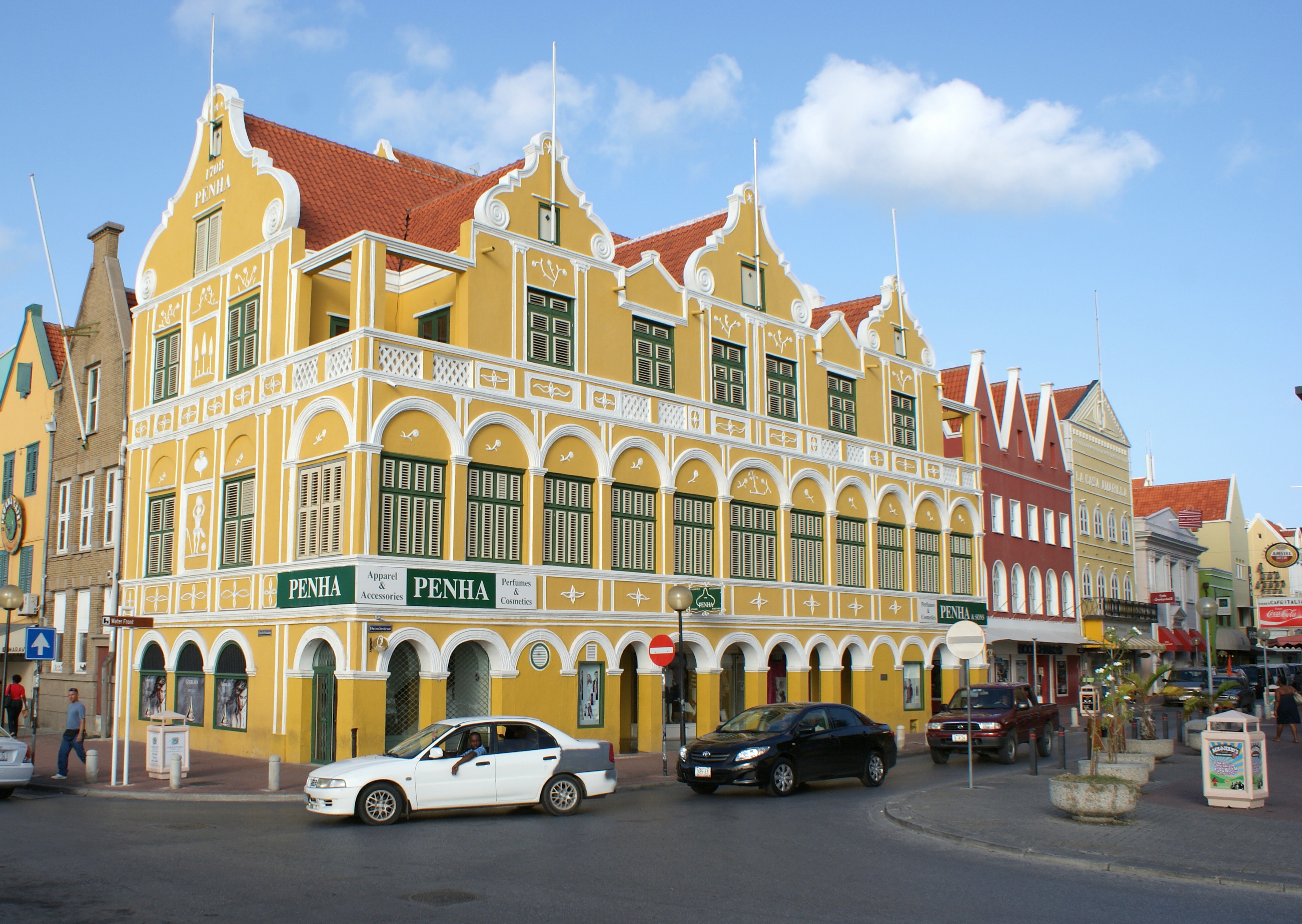
キュラソー・バロックの好例とされるペンハ・ビルディング（プンダ地区）

オランダはもともと自国の都市計画をそのまま持ち込むことを企図しており、アムステルダム要塞の様式や旧市街の街路などにはそれが顕著だが、18世紀になると、曲線的な破風に特色のある「キュラソー・バロック」と呼ばれる建築様式が発達した。さらに、1817年には総督の命令でファサードが鮮やかなパステルカラーで彩られることになった。ウィレムスタットの町並みは当初、オランダ船にバラストとして積まれていたレンガを使って建てられていたものの、それでは足りなくなって地元の珊瑚石が使われた。しかし、脆弱な珊瑚石を質の悪いモルタルで固めた建材は崩れやすく、補修のたびに表面の白いプラスターも塗りなおす必要があった。これをパステルカラーで塗ることになったのは、白い壁面に照り返される強い太陽光の有害性を説いた医師がいたことによるという。現在では法的拘束力は失われているが、地元住民は自発的にパステルカラーで塗り直している。
プンダ地区の北側に入り込んだワーイガット湾の対岸でも17世紀末から18世紀初頭にかけて、あらたな開発が行われた。それがスカロー地区 (Scharloo) である。スカロー地区の開発は18世紀半ばに防衛面の不備を理由として中断が命じられたが、19世紀半ば以降に活発化した。その主力を担ったのがアムステルダム経由で流入したユダヤ系移民（セファルディム）たちで、彼らは1866年のプンダ地区の市壁撤去でも資金を供給している。彼らがそれと引き換えに手に入れたのが、ワーイガット湾奥に位置するピーターマーイ地区 (Pietermaai) の土地であり、17世紀以来、散発的にしか開発されてこなかった地区が、19世紀後半にユダヤ人居住区として急速に整備されていった。

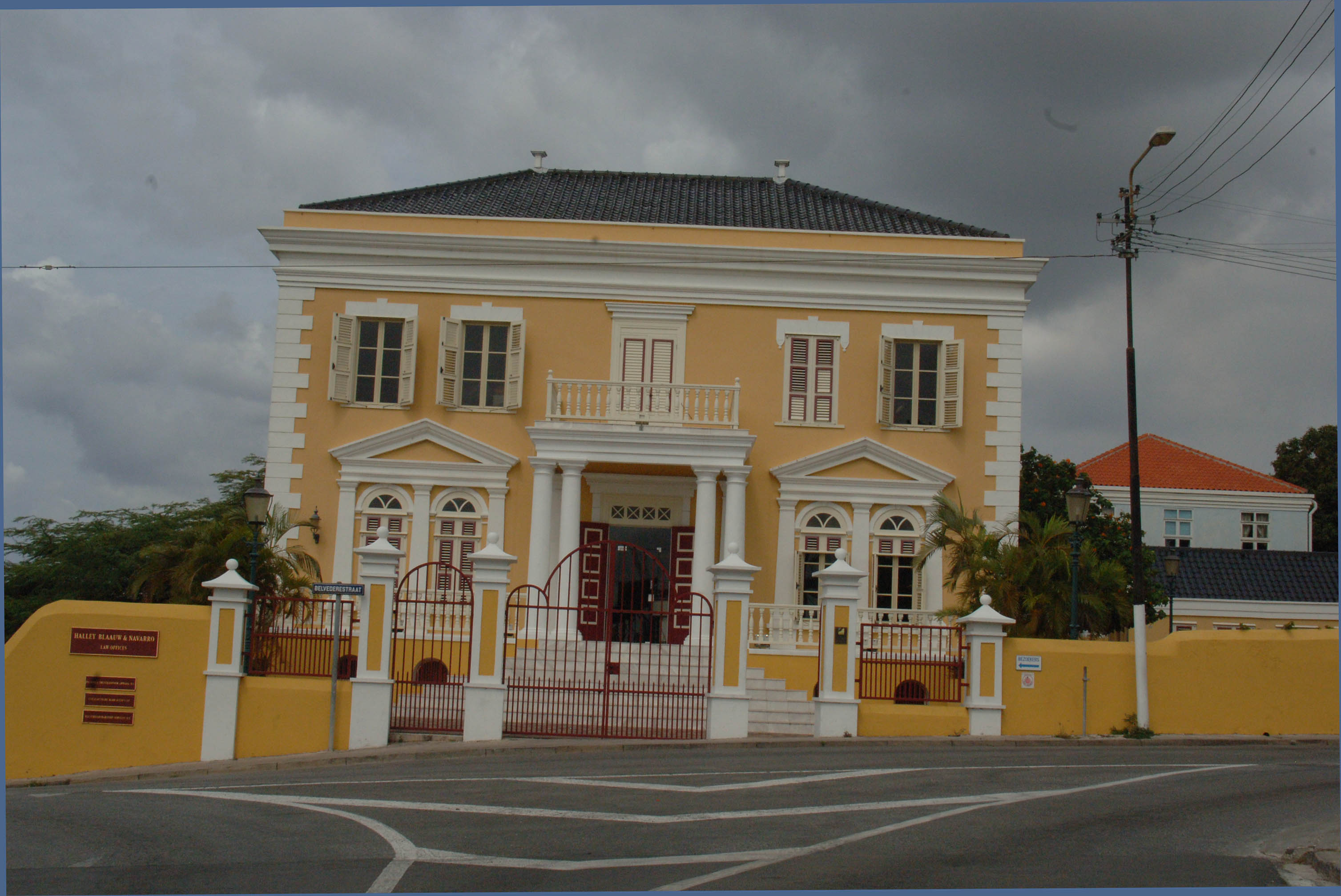
19世紀の様式の好例とされるヴィラ・ベルヴェデーレ（オットロバンダ地区）

1888年にはプンダ地区とオットロバンダ地区を結ぶクィーン・エマ橋が完成し、セント・アナ・バーイ両岸の人口移動を促進した。その結果発展したのが、オットロバンダ北部、およびオットロバンダ北西に隣接するコーテイン地区 (Kortijn) である。スカロー、ピーターマーイ、オットロバンダ北部、コーテインなどの19世紀に開発が本格化した地域は、キュラソー・バロックとは異なり、直線的な破風を特色とする様式が導入されている。
こうした都市の歴史的な町並みを守ろうとする動き自体は1913年には見られたが、実効性のある対策に結びつく動きは第二次世界大戦以降のことであった。1959年にはウィレムスタットの建造物群に関する最初の論文が公刊されている。1969年5月の暴動の際には、プンダ地区やオットロバンダ地区の歴史地域でも、火災による被害を受けた。1970年代以降の文化財関連法制の保護対象となっている。

## 登録対象

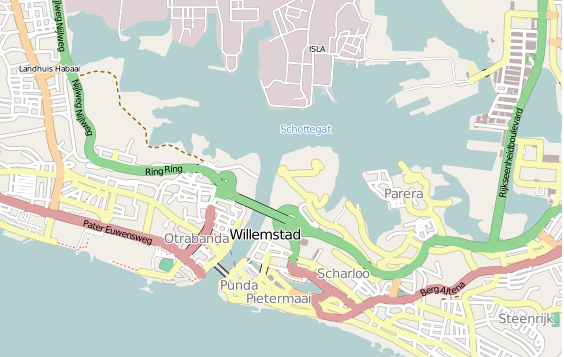
登録範囲周辺の地図（OpenStreetMap）

登録対象は歴史的な5つの街区（プンダ、オットロバンダ、ピーターマーイ、スカロー、コーテイン）、およびプンダとオットロバンダを結ぶクィーン・エマ橋である。
これらの街路は上述の歴史的経緯から、建設された時期や地区によって差があり、住居の形式もプンダ地区に顕著な連棟型と、オットロバンダ地区などに顕著な戸建型に分類されている。前者は市域の拡大を制限する市壁の存在と密接に結びついており、短冊状の細長い3層構造の住居が隣り合う形式である。これはさらに敷地の広さによって形式が細分化されるが、基本的にはオランダ・アムステルダムの住居形式が踏襲されたものであると指摘されている。後者は敷地に制約のなかった郊外型の住居で、基本的には2、3階建ての石造建築で、庭を持っているのが普通である。

### プンダ
プンダ地区 (Punda) はオランダ語の「端」(De Punt) に由来する名前の地区で、アムステルダム要塞の建設を起源とする。アムステルダム要塞はもともとオランダ式の要塞建築様式がそのまま持ち込まれ、中庭を囲むように総督官邸、政庁、教会が配置されており、構造上はハーグの王宮と同一であるとも指摘されている。官邸は要塞の入り口の上に建てられ、教会は1707年に建設された。当初木造だった教会は1745年に石灰岩を建材に用いた拡張工事が行われ、現在は博物館になっている。ほかの建造物も、現在は公共施設として、市役所や学校といった公共性のある目的に使用されている。
1638年に完成した要塞は、当初星型要塞のような5つの突き出た稜堡を持っていたが、南側の稜堡は翌年壊され、その廃材は市壁の建材として再利用された。その市壁の内部で1650年代以降に形成され始めた市街地が、のちにプンダ地区と呼ばれることになる区画である。市壁の内部では前述のように連棟型と呼ばれる細長い住居がひしめいていたが、スカロー地区の宅地開発などを理由として、現在では主に商業地区として機能している。
なお、プンダ地区に残るオランダ風のファサードと落ち着いた佇まいの内装をもつシナゴーグであるミクヴェ・イスラエル＝エマヌエル・シナゴーグ(Mikvé Israel-Emanuel) は、1732年に建てられた西半球最古のもので、アムステルダムのシナゴーグであるエスノガの影響が指摘されている。かつてのウィレムスタッドにはユダヤ人が多く住み、1730年には白人の約半数がユダヤ人、18世紀末のユダヤ人人口は約2000人とされている。ミクヴェ・イスラエル＝エマヌエル・シナゴーグは、現在ではキリスト教聖堂に転用されているデス・テンペル（ピーターマーイ地区）とともに、ユダヤ人コミュニティの最盛期に機能していた宗教建築物である。

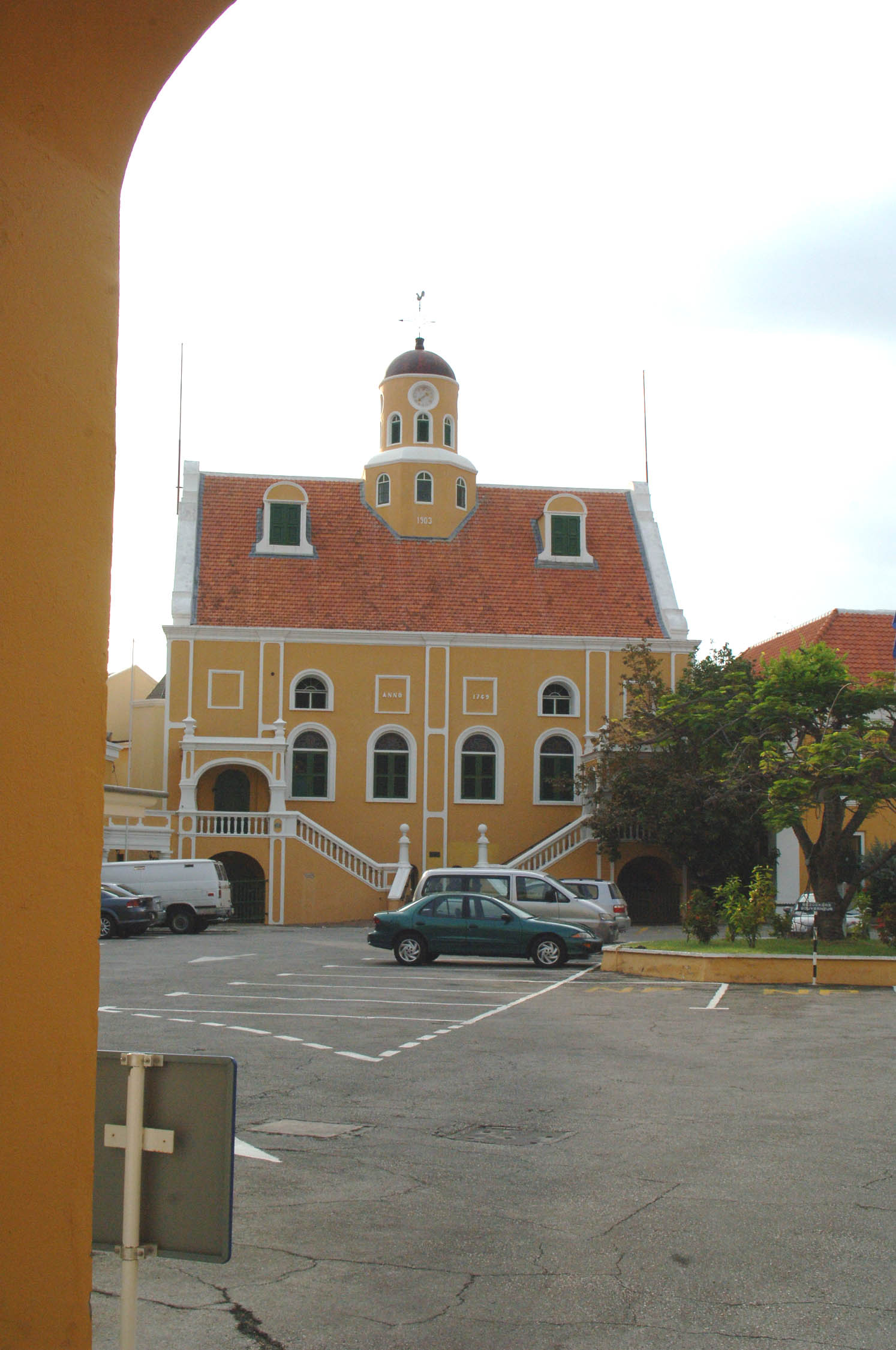
アムステルダム要塞の教会
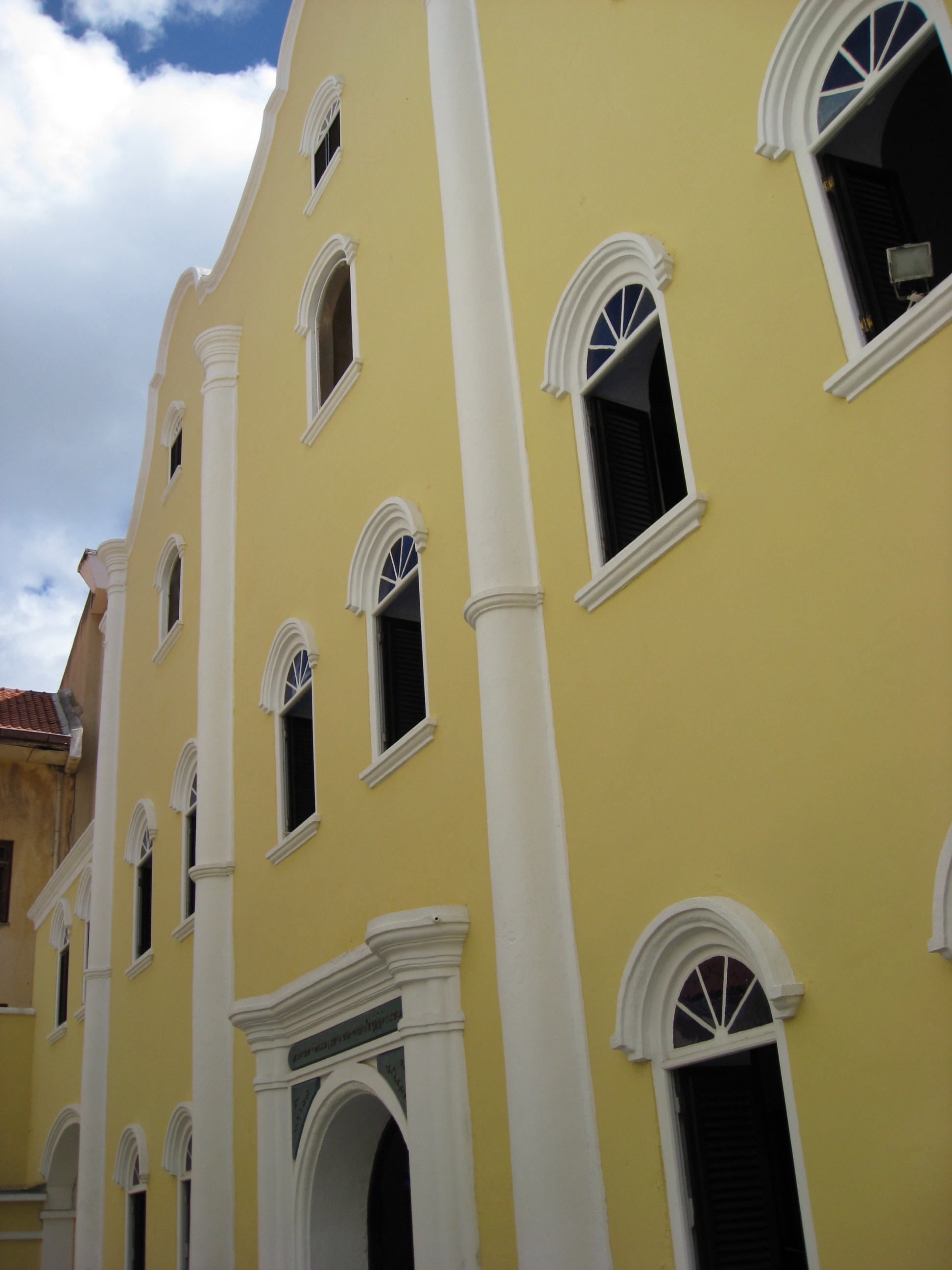
シナゴーグ外観
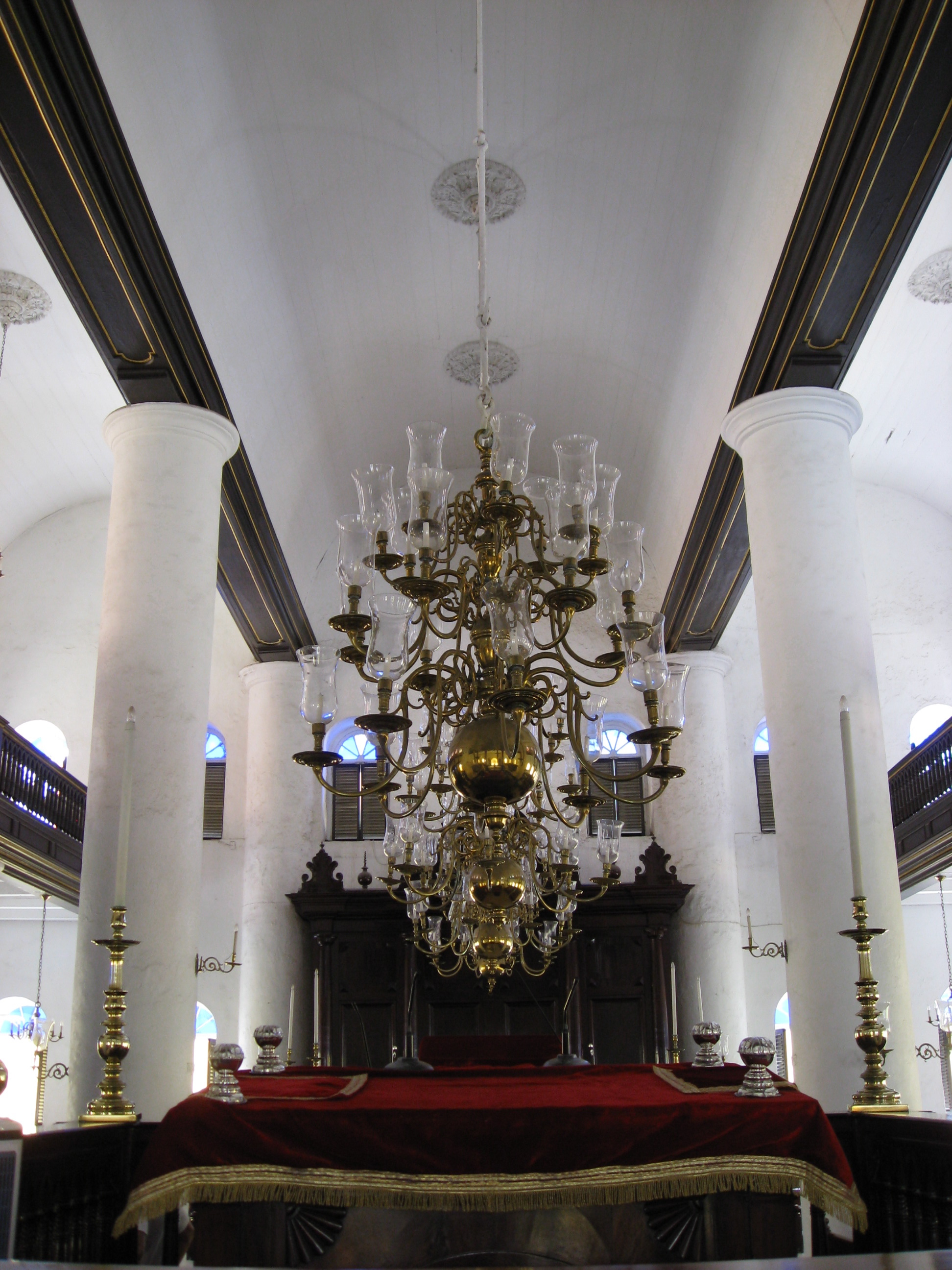
シナゴーグ内装

### オットロバンダ
オットロバンダでは1701年から1703年にかけてアムステルダム要塞の対岸にリフ要塞が建設された。住居の建設許可は1707年にはじめて下りたが、当初は要塞の射線をふさがないようにという観点から、平屋の建築物しか許可されなかった。当初から労働者階級が多く移住し、1863年の奴隷解放後は黒人たちが多く住む地域となっている。
しかし、1888年にクィーン・エマ橋とリフ・ウォーター橋（この橋は世界遺産登録対象外）が建設されたことで、プンダ地区のユダヤ商人がオットロバンダ地区に進出した。彼らが住んだのは開発されていなかったオットロバンダ北部で、南部よりも広い街路に戸建の住宅が並んでいる。

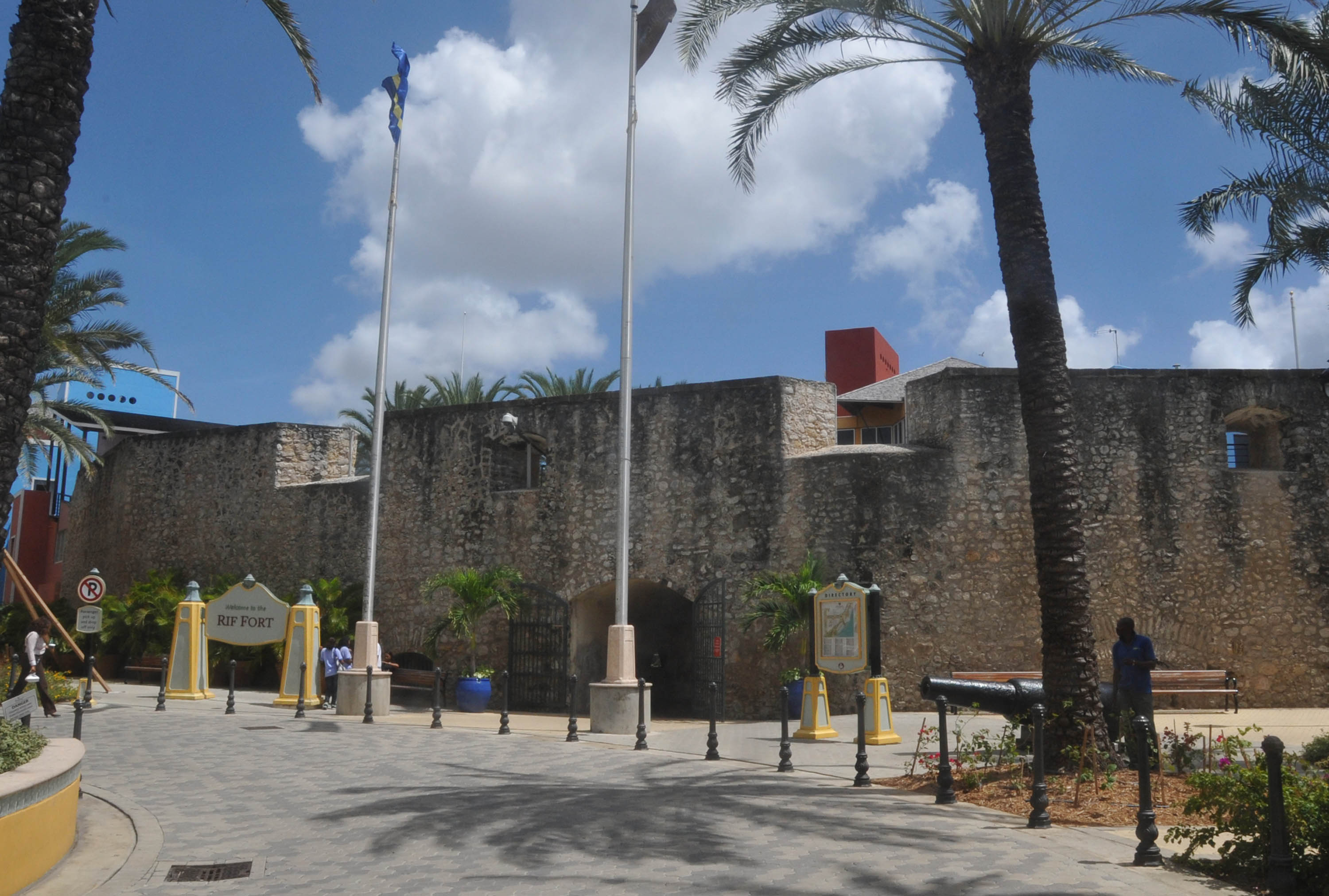
リフ要塞
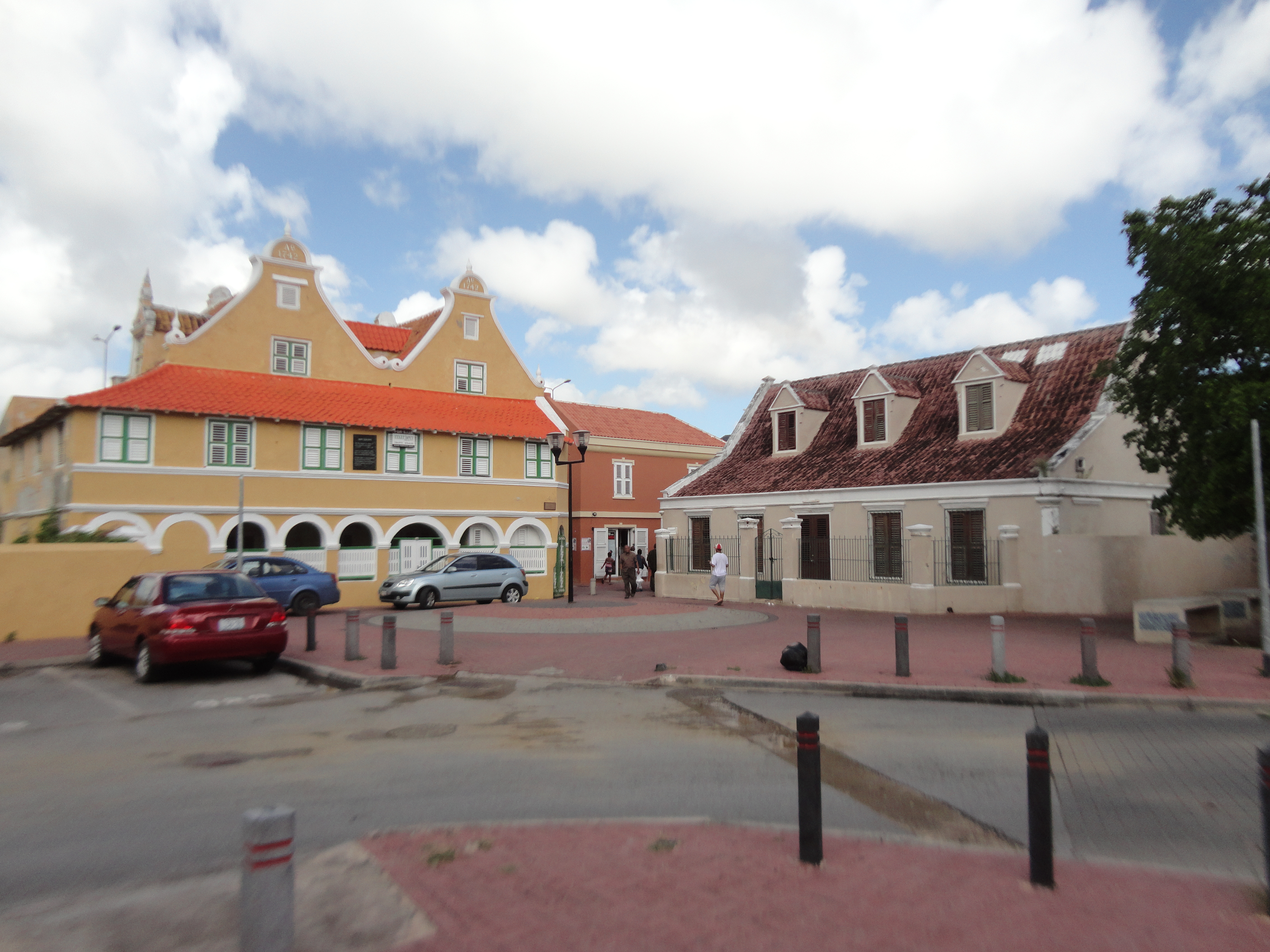
オットロバンダの町並み
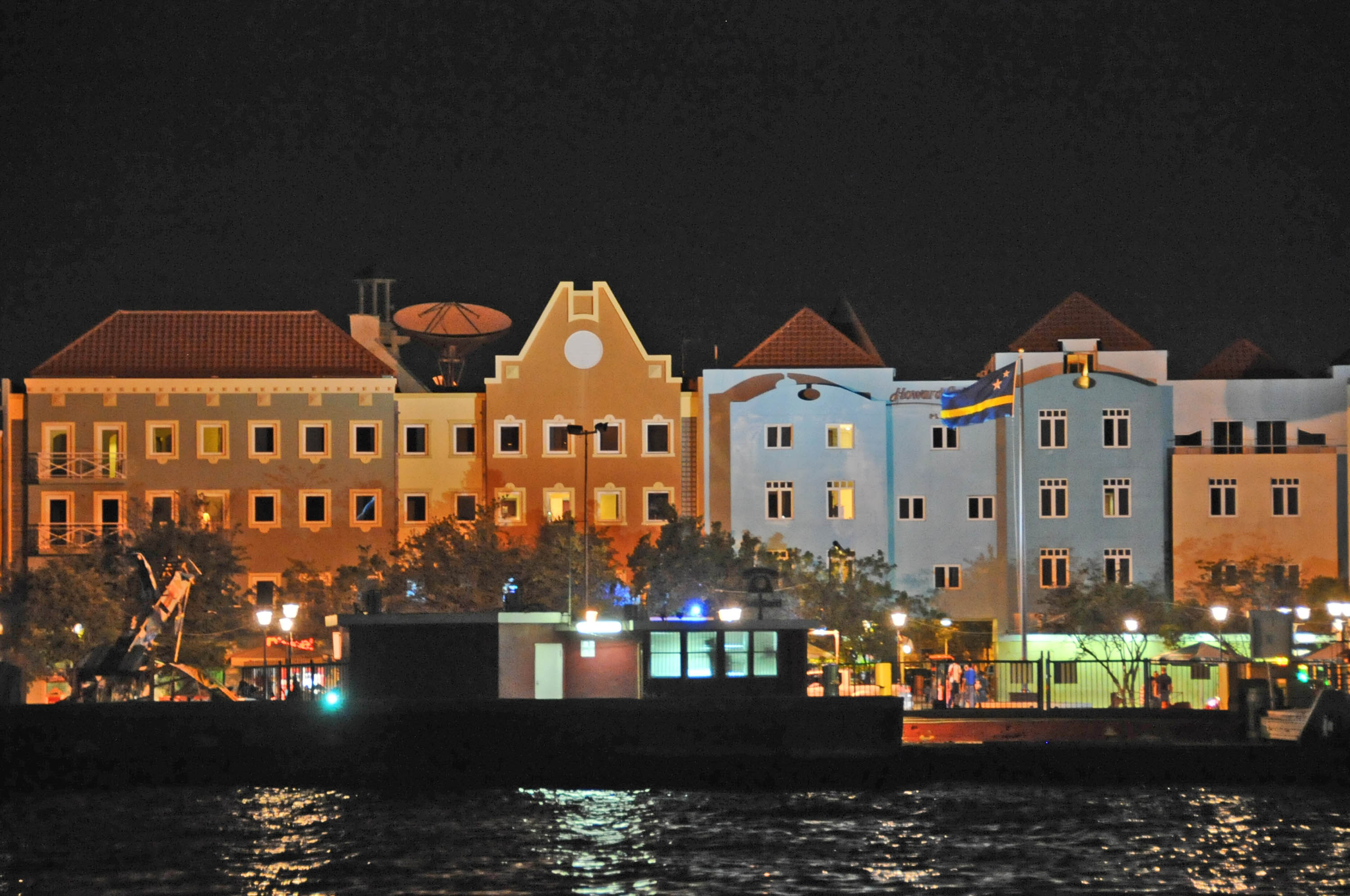
オットロバンダの夜景
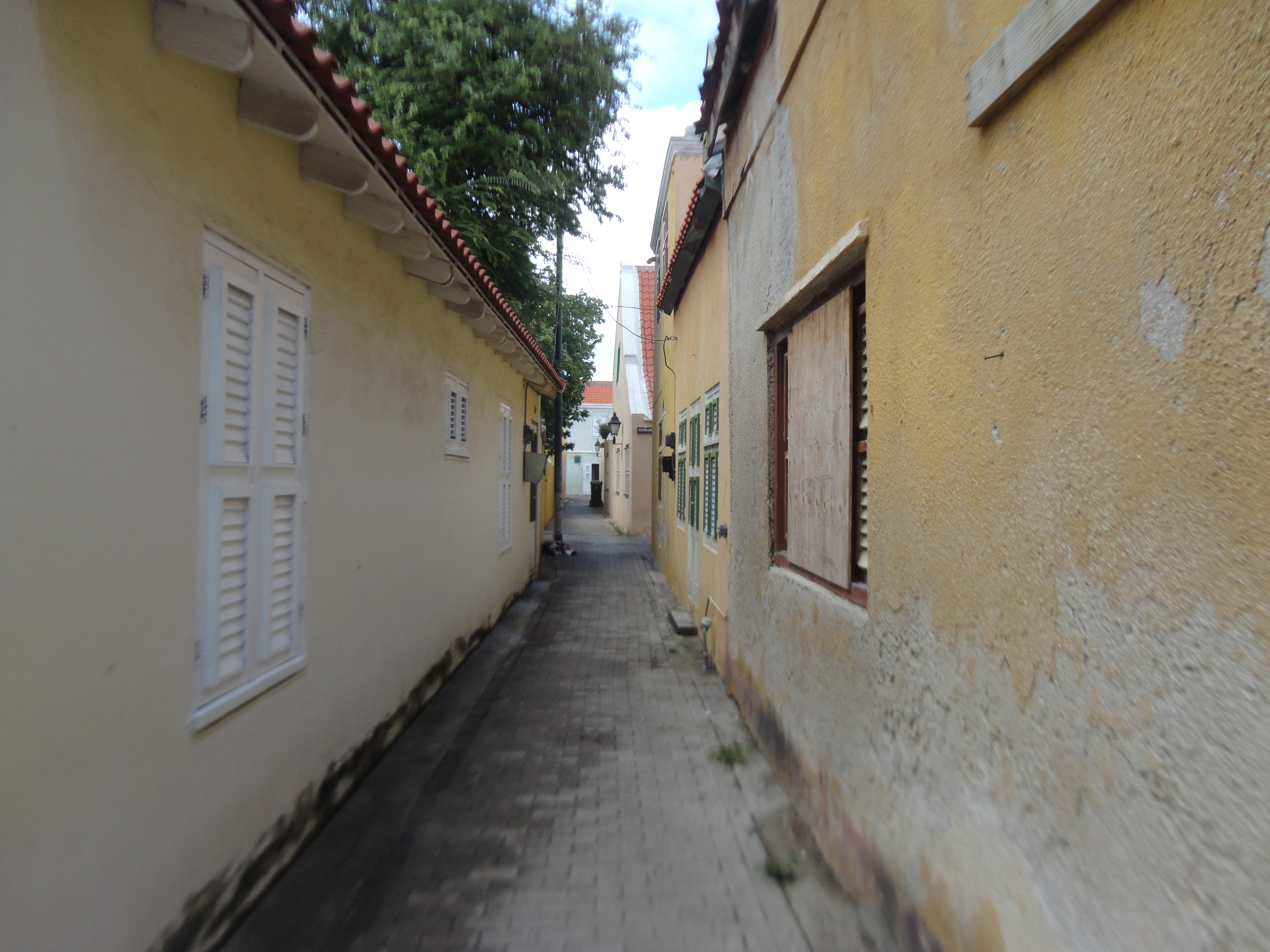
オットロバンダの路地

### ピーターマーイ
ピーターマーイの開発は17世紀半ばにさかのぼるが、本格的な開発は1866年以降のことである。この年に行われたプンダ地区市壁撤去の資金を提供した同地区のユダヤ人たちが、引き換えとして得た土地がピーターマーイであった。19世紀後半にはユダヤ人居住地として急速に開発が進んだが、20世紀以降、ウィレムスタットの商港としての重要度が低下すると、市内のユダヤ人人口は顕著に減少した。

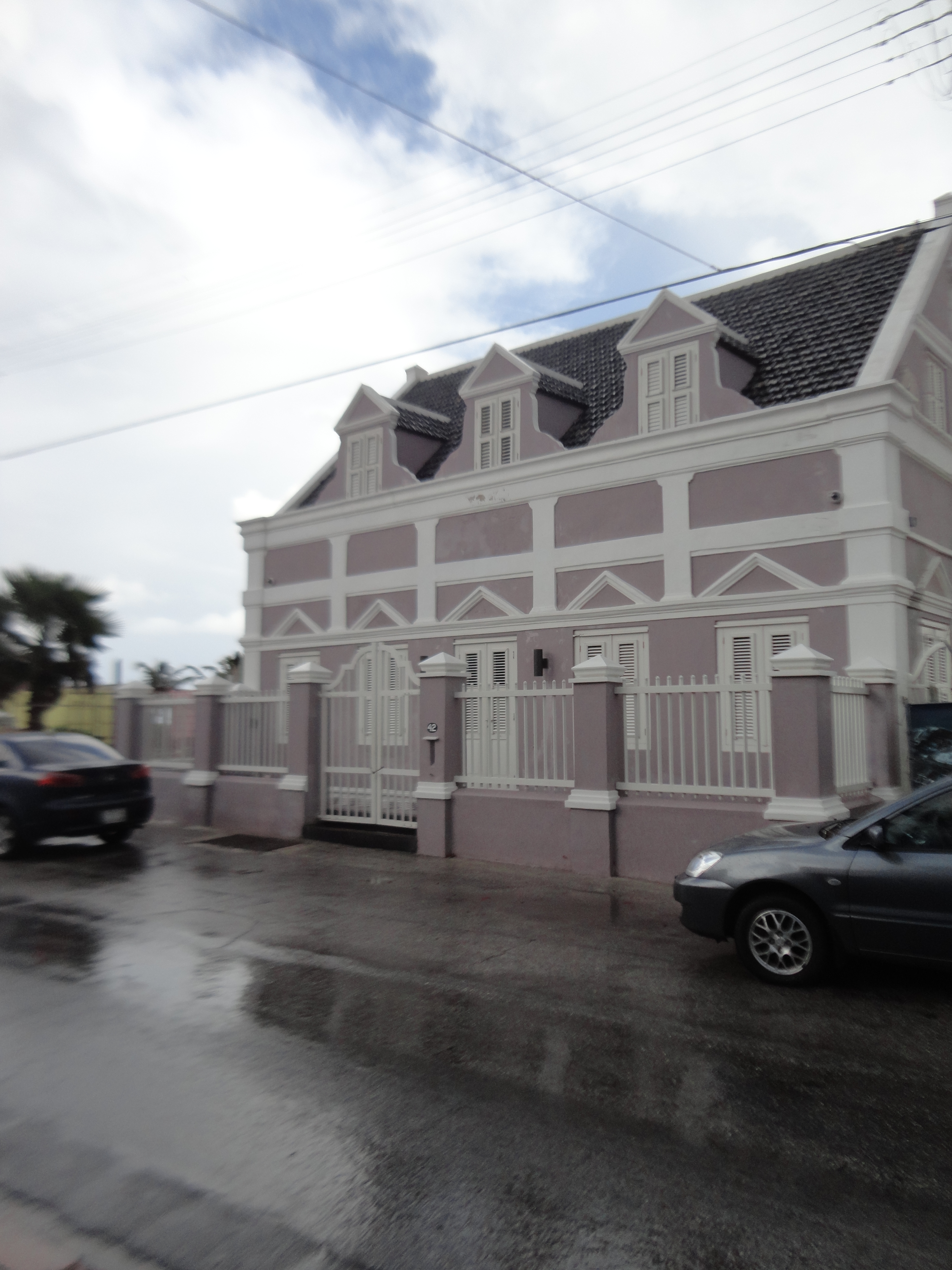
ピーターマーイ

### スカロー
スカロー地区の開発も1866年以降のことであり、ここでも中心的に関わったのはユダヤ商人たちであった。彼らはプンダ地区に店舗などを残しつつ、別邸をスカロー地区に建設した。スカロー地区はいまもウィレムスタット市内における高級住宅地と認識されており、かつては地区の裕福なユダヤ商人を指す「スカロー人」(hende di Scharloo) なる表現も存在した。ユダヤ商人たちが去った20世紀以降、彼らが残した低層の大邸宅は、 政府機関や民間オフィスとして活用されるようになっている。

### コーテイン
コーテイン地区は前述のようにクィーン・エマ橋などの開通によってオットロバンダ北部が開発されたときに、さらに外側の地域として開発された。開発時期が新しい分、20世紀初頭の建造物群が良好に保存されている地区となっている。

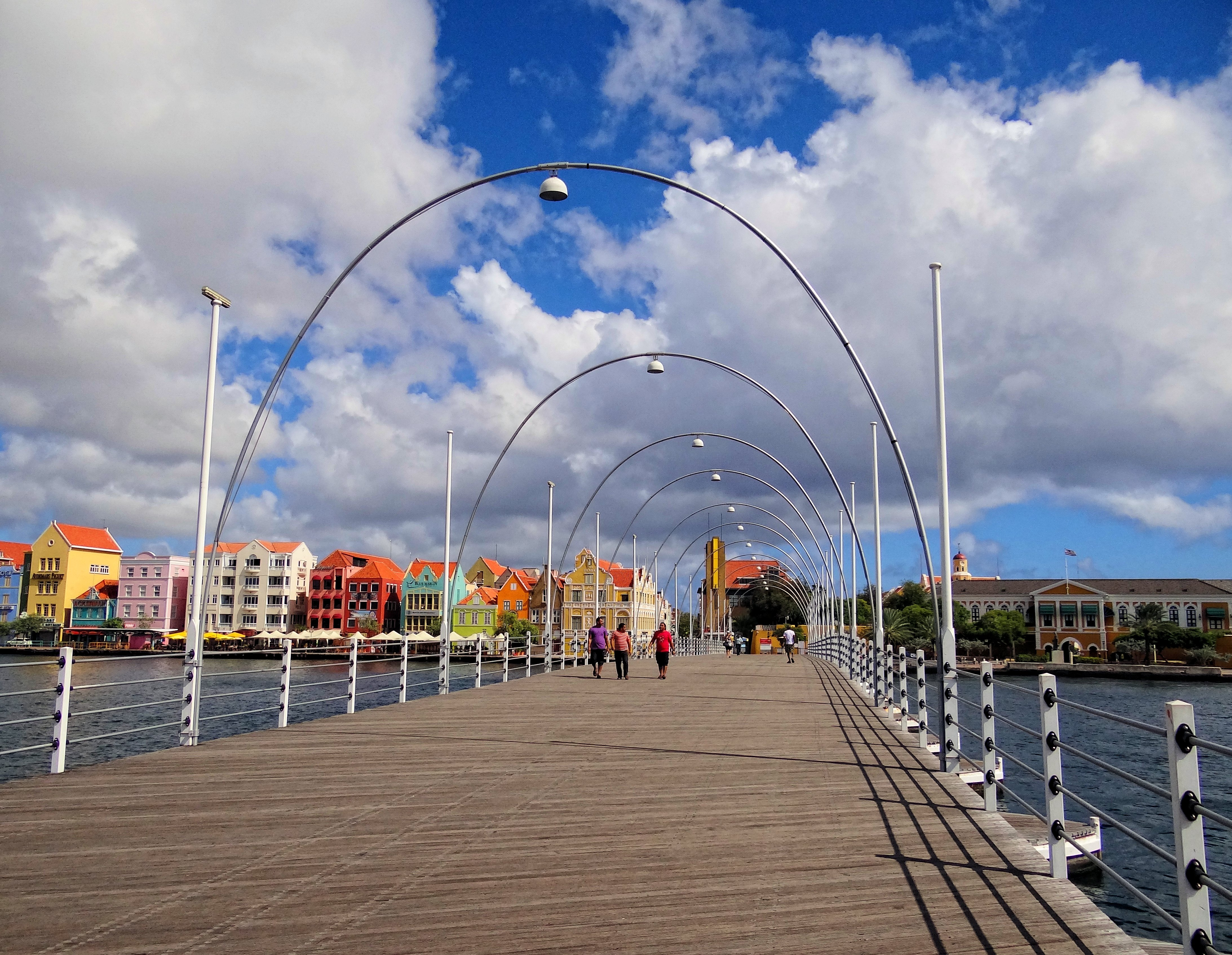
クィーン・エマ橋

## 登録経緯
オランダ西インド会社が関わった植民都市の代表例といえるウィレムスタットの推薦は1996年7月11日のことであり、その年のうちに世界遺産委員会の諮問機関である国際記念物遺跡会議(ICOMOS) が現地を調査した。ウィレムスタットは、スリランカの世界遺産であるゴールの旧市街と要塞や、のちに世界遺産に登録されることになるパラマリボの歴史地区（スリナム）といった他のオランダ植民都市との比較においても、プンダ地区のような市壁に囲まれて発達した地区と、オットロバンダ地区のような市壁に囲まれることなく発達した地区の両方の特色をそれぞれ良好に保存していることなどが評価された。
1997年にICOMOSによって出された勧告は「登録」で、1997年の第21回世界遺産委員会において勧告通りの登録が認められた。また、2011年の第35回世界遺産委員会では、現在の登録名への変更が承認された。

### 登録名
世界遺産としての当初の正式登録名は、Historic Area of Willemstad, Inner City and Harbour, Netherlands Antilles （英語）、Zone historique de Willemstad, centre ville et port, Antilles néerlandaises （フランス語）だった。その日本語訳は資料によって以下のような違いが見られた。
- 港町ヴィレムスタット歴史地域（日本ユネスコ協会連盟）[41]
- オランダ領アンティルの港町ウィレムスタットの歴史地区（世界遺産アカデミー）[42]
- オランダ領アンティルの港町ウィレムスタトの歴史地区（古田陽久 古田真美）[43]

現在の正式登録名はHistoric Area of Willemstad, Inner City and Harbour, Curaçao （英語）、Zone historique de Willemstad, centre ville et port, Curaçao （フランス語）である。その日本語訳は、以下のような違いがある。
- 港町ヴィレムスタット歴史地域、キュラソー島（日本ユネスコ協会連盟）[44]
- ウィレムスタットの歴史地区（世界遺産アカデミー）[42][45]
- キュラソー島の港町ウィレムスタト市内の歴史地区（古田陽久 古田真美）[43]
- 港町ウィレムスタットの歴史地区（なるほど知図帳）[46]
  - この名称は登録名称変更前の『なるほど知図帳2010』付録のものと同じ。

## 登録基準
この世界遺産は世界遺産登録基準のうち、以下の条件を満たし、登録された（以下の基準は世界遺産センター公表の登録基準からの翻訳、引用である）。
- (2) ある期間を通じてまたはある文化圏において、建築、技術、記念碑的芸術、都市計画、景観デザインの発展に関し、人類の価値の重要な交流を示すもの。
- (4) 人類の歴史上重要な時代を例証する建築様式、建築物群、技術の集積または景観の優れた例。
- (5) ある文化（または複数の文化）を代表する伝統的集落、あるいは陸上ないし海上利用の際立った例。もしくは特に不可逆的な変化の中で存続が危ぶまれている人と環境の関わりあいの際立った例。

もともとオランダ当局は具体的な登録基準との対照を明記しないまま推薦しており、基準 (2), (4), (5) で登録すべきことを勧告したのはICOMOSだった。しかし、そのICOMOSも個別の適用理由については明記しておらず、全体として以下のように指摘していた。
ウィレムスタットの歴史地区は、顕著な価値と完全性とを備えた、カリブ海における欧州コロニアル様式の建造物群である。それは3世紀以上にわたる多文化コミュニティの有機的成長を例証するものであり、それをともに作り上げてきた多くの構成部分の重要な要素を高度に保持している。
なお、奴隷貿易で栄えていた時期があることは特に登録理由や概要説明では強調されていないが、あえてその点に着目して、これを負の世界遺産と位置づける文献もまれに存在する。